# Mercedes AMG High Performance Powertrains
Mercedes AMG High Performance Powertrains (tidligere kendt som Mercedes-Benz HighPerformanceEngines, Mercedes-Ilmor og Ilmor) er en britisk producent af motorer for Formel 1, ejet af den tyske bilproducent Mercedes-Benz. Selskabets motorer har siden 1995 været brugt af McLarens Formel 1-biler, og fra 2009-sæsonen blev motorerne også brugt af Force India og Brawn GP. Brawn GP blev efter 2009-sæsonen opkøbt af Mercedes, som lavede det om til sit eget fabriksteam, kaldt Mercedes GP.

## Historie
Mario Illien og Paul Morgan grundlagde i 1983 selskabet Ilmor Engineering Ltd som en uafhængig britisk producent af motorer til racerbiler. Selskabets navn blev dannet af de to grundlæggeres efternavne. Selskabet startede oprindelig med at bygge motorer for det amerikanske Champ Car-mesterskab med penge fra teamejeren og chassisproducenten Roger Penske. 
I 1991 gik Ilmor ind i Formel 1 som motorleverandør til Leyton House Racing (tidligere March). I 1992 skiftede Leyton House navn tilbage til March og fortsatte med at bruge Ilmor-motorer. Ilmor leverede samme år også motorer til Tyrrell-teamet. Ilmors gode navn i F1 gjorde at sportsvognsteamet Sauber og Mercedes-Benz, som planlagde at gå ind i Formel 1 sammen, signerede en aftale med Ilmor. Mercedes trak sig imidlertid fra projektet og motorerne blev officielt kaldt Ilmor, kun påført "Concept by Mercedes-Benz". Men efter uventede gode præstationer i 1993 formåede Sauber at overbevise Mercedes til officielt at gå ind i F1. I 1994 leverede Ilmor 1993-spesifikations motorer til det nye Pacific GP-team til Keith Wiggins. Pacific formåede kun at kvalificere sig syv gange på 32 forsøg, men motorerne blev ikke trukket frem som årsag for den svage præstation.
Daimler-Benz købte i 1993 Chevrolets 25% ejerandel i Ilmor. Ilmor blev motorpartner for McLaren i 1995, og de tog sin første sejr i Australiens Grand Prix 1997. Mika Häkkinen vandt kørermesterskabet i både 1998 og 1999, og teamet vandt konstruktørmesterskabet i 1998.
I 2001 omkom Paul Morgan da han skulle lande sit veteranfly på Sywell Aerodrome i Northamptonshire. Dette førte til at Daimler AG i 2002 øgede sin ejerandel til 55% og skiftede selskabets navn til Mercedes-Ilmor. I 2005 blev Daimler eneejer af Mercedes-Ilmor og selskabet fik navnet Mercedes-Benz HighPerformanceEngines Ltd. Samtidig blev den lille "Special Projects"-del af selskabet, som siden 2003 havde kontrakt på design og konstruktion af Indy Racing League-motorer for Honda, udskilt som et eget selskab, ejet af Mario Illien og Roger Penske. Det nye selskab, som er helt uafhængig af Mercedes, har fået det oprindelige navn Ilmor Engineering Ltd tilbage.
I 2011 blev navnet skiftet til det nuværende Mercedes AMG High Performance Powertrains, i tråd med at Formel 1-teamet Mercedes GPs navn blev skiftet for at inkludere varemærket Mercedes-AMG.

## Mercedes-motorer i Formel 1
Denne tabel viser hvilke teams, udenom Mercedes' eget fabriksteam, som har brugt Mercedes-motorer (før 2002 under navnet Ilmor) i hver enkelt Formel 1-sæson.

| Sæson | Motor          | Type            | Volumen | Team                            | Sejre | Bemærkninger                                                                    |
| ----- | -------------- | --------------- | ------- | ------------------------------- | ----- | ------------------------------------------------------------------------------- |
| 1994  | 2175B          | V10             | 3,5     | Sauber                          | 0     |                                                                                 |
| 1995  | FO110          | V10             | 3,0     | McLaren                         | 0     |                                                                                 |
| 1996  | FO110/3        | V10             | 3,0     | McLaren                         | 0     |                                                                                 |
| 1997  | FO110E, FO110F | V10             | 3,0     | McLaren                         | 3     |                                                                                 |
| 1998  | FO110G         | V10             | 3,0     | McLaren                         | 9     | McLaren vandt konstruktørmesterskabet. Mika Häkkinen vandt kørermesterskabet.   |
| 1999  | FO110H         | V10             | 3,0     | McLaren                         | 7     | Mika Häkkinen vandt kørermesterskabet.                                          |
| 2000  | FO110J         | V10             | 3,0     | McLaren                         | 7     |                                                                                 |
| 2001  | FO110K         | V10             | 3,0     | McLaren                         | 4     |                                                                                 |
| 2002  | FO110M         | V10             | 3,0     | McLaren                         | 1     |                                                                                 |
| 2003  | FO110M         | V10             | 3,0     | McLaren                         | 2     |                                                                                 |
| 2004  | FO110P, FO110Q | V10             | 3,0     | McLaren                         | 1     |                                                                                 |
| 2005  | FO110R         | V10             | 3,0     | McLaren                         | 10    |                                                                                 |
| 2006  | FO108S         | V8              | 2,4     | McLaren                         | 0     |                                                                                 |
| 2007  | FO108T         | V8              | 2,4     | McLaren                         | 8     |                                                                                 |
| 2008  | FO108V         | V8              | 2,4     | McLaren                         | 6     | Lewis Hamilton vandt kørermesterskabet.                                         |
| 2009  | FO108W         | V8              | 2,4     | McLaren, Force India, Brawn     | 10    | Brawn vandt konstruktørmesterskabet. Jenson Button vandt kørermesterskabet.     |
| 2010  | FO108X         | V8              | 2,4     | McLaren, Force India            | 5     | Første sæson som motorleverandør for Mercedes-Benz' eget fabriksteam.           |
| 2011  | FO108Y         | V8              | 2,4     | McLaren, Force India            | 6     |                                                                                 |
| 2012  | FO108Z         | V8              | 2,4     | McLaren, Force India            | 7     |                                                                                 |
| 2013  | FO108Z         | V8              | 2,4     | McLaren, Force India            | 3     |                                                                                 |
| 2014  | PU106A         | V6 Turbo Hybrid | 1,6     | McLaren, Force India, Williams  | 16    | Mercedes vandt konstruktørmesterskabet. Lewis Hamilton vandt kørermesterskabet. |
| 2015  | PU106B         | V6 Turbo Hybrid | 1,6     | Force India, Williams, Lotus F1 | 16    | Mercedes vandt konstruktørmesterskabet. Lewis Hamilton vandt kørermesterskabet. |
| 2016  | PU106C         | V6 Turbo Hybrid | 1,6     | Force India, Williams, Manor    | 16    | Mercedes vandt konstruktørmesterskabet. Nico Rosberg vandt kørermesterskabet.   |